# 식품 사막
식품 사막(食品沙漠, Food desert)은 도심부 중심 시가지 등에서 식료품, 일용품 상점이 철수한 지역을 가리킨다. 1990년대에 영국에서 처음 발견되었고, 식품 사막에 놓인 시민들을 쇼핑 난민이라고 한다.

## 같이 보기
- 셔터 거리
- 쇼핑 난민